# Aldeias de Portugal
Aldeias de Portugal é um projeto de dinamização turística rural, organizado pela Associação de Turismo de Aldeia, em Portugal.
Este projeto consiste na classificação de aldeias portuguesas tradicionais que revelem potencialidades turísticas, quer pelas suas características naturais, quer pela sua valorização pela intervenções realizadas ao abrigo dos fundos comunitários.
Após a atribuição do estatuto de Aldeia de Portugal, uma aldeia passa a integrar a Rede Nacional das Aldeias de Portugal (RNAP) que tem como objetivo a promoção e valorização do património cultural e humano das aldeias, através do envolvimento de toda a comunidade local.
Em março de 2023, a RNAP contava com 83 aldeias com a classificação "Aldeia de Portugal".

## Projeto

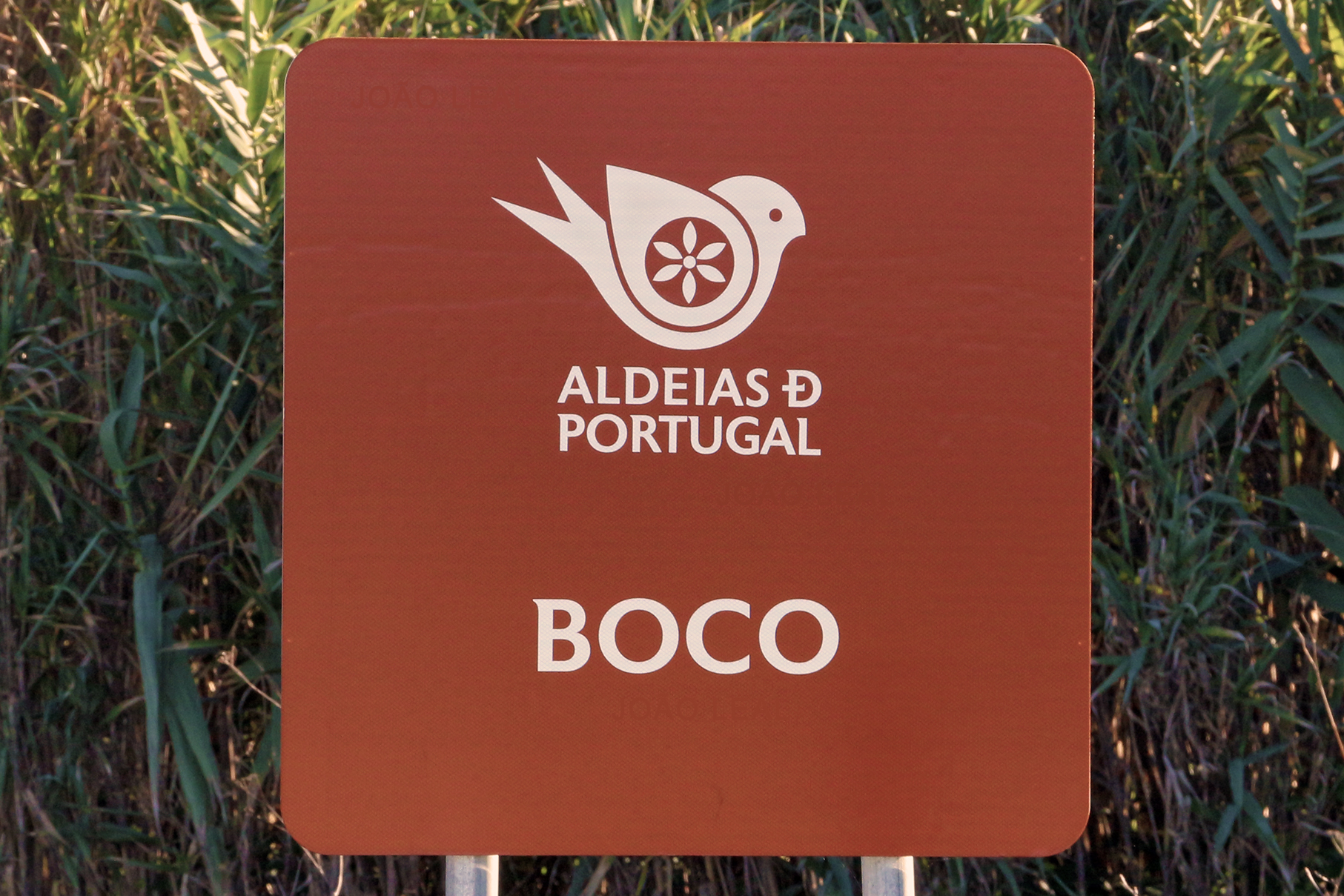
Placa que sinaliza a entrada da Aldeia do Boco.

As Aldeias de Portugal consistem numa rede interativa e colaborativa de aldeias, assente na partilha e na utilização da metodologia e princípios da abordagem Leader para a co construção de um projeto de desenvolvimento e valorização de cada aldeia, baseado nos seus recursos e potencialidades, no envolvimento da comunidade e atores locais (Câmara Municipal, Junta de Freguesia e Associações), liderado pelo Grupo de Ação Local do Território com o apoio da ATA - Aldeias de Portugal.
Este projeto tem como objetivo primordial o desenvolvimento local, assente no protagonismo dos atores locais na conceção de estratégias socioeconómicas e na sua implementação. Utiliza o turismo de aldeia, traduzido na oferta de experiências de ruralidade, como uma das ferramentas de dinamização dos seus recursos e ativos endógenos que caracterizam a sua identidade.
Apesar destes espaços rurais se distinguirem pela sua presença remota na história, conservam legados de grande valor patrimonial e cultural.

### Conceito de "Aldeia de Portugal"
De acordo com o regulamento da Rede Nacional das Aldeias de Portugal, considera-se uma Aldeia de Portugal um "espaço rural (aldeia ou aglomerado de povoados), que mantem uma vivência quotidiana pautada pela presença de pessoas e de atividades económicas".
Paralelamente, estas aldeias devem-se localizar em "locais de interesse natural e/ou cultural, que revelem uma vivência e dinâmicas próprias, congruentes com o espaço rural em que se inserem e que as envolve". 

## Associação de Turismo de Aldeia
A ATA – Associação de Turismo de Aldeia, é uma associação de âmbito nacional, constituída a 17 de Junho de 1999, que opera em coordenação com Associações de Desenvolvimento Local (ADL) e outros agentes de representatividade local, no sentido de promover o desenvolvimento e a promoção dos territórios rurais, a promoção e valorização das aldeias, a promoção e divulgação dos recursos endógenos locais e regionais. A sua atividade envolve ainda a prestação de serviços e a comercialização de produtos, a promoção e realização de ações de formação profissional e a representação do interesse dos associados e dos seus territórios.